# 超曲面
超曲面（英語：hypersurface）是几何中超平面概念的一种推广。假设存在一个n维流形M，则M的任一(n-1)维子流形即是一个超曲面。或者可以说，超曲面的餘維數为1。
在代数几何中，超曲面是指n维射影空间上的一个(n-1)维的代数集。它可由方程{\displaystyle F=0}来定义，其中F是齐次坐标下的一个齐次多项式。由于可能存在奇点，严格地说这并不是一个子流形。